# Peathill
Peathill ist ein Weiler in der schottischen Council Area Aberdeenshire. Er liegt etwa 1,5 Kilometer südlich von Rosehearty und sechs Kilometer westlich von Fraserburgh nahe dem Südufer des Moray Firth.

## Geschichte
Ein geringer Entfernung von Peathill zeugen ein Cairn und ein Stehender Stein, die vermutlich aus der Stein- oder Bronzezeit stammen, von der frühen Besiedlung der Umgebung.
Nördlich von Peathill befindet sich die Ruine von Pitsligo Castle. Die im 15. Jahrhundert begonnene Burg wurde in den folgenden Jahrhunderten schrittweise erweitert. Die östlich gelegenen Ländereien zählten seit dem 14. Jahrhundert zu den Besitztümern des Clans Fraser. Sie errichteten dort im 16. bis 17. Jahrhundert das heute als Ruine vorliegende Pittulie Castle.
Am Nordrand Peathills befinden sich die Ruinen der um 1630 erbauten Old Pitsligo Church. Mit dem Bau der nebenliegenden Hill Curch of Rosehearty im Jahre 1890 wurde sie obsolet und aufgelassen.

## Verkehr
Peathill ist über eine untergeordnete Straße angebunden. Südlich verläuft die A98 (Fraserburgh–Fochabers). In Fraserburgh sind außerdem die aus Edinburgh kommende A90 sowie die nach New Deer führende A981 innerhalb kurz Strecke erreichbar.